# Aminoiminomethansulfinsäure
Aminoiminomethansulfinsäure ist eine chemische Verbindung aus der Gruppe der Amidine und Sulfinsäuren.

## Gewinnung und Darstellung
Aminoiminomethansulfinsäure kann durch Oxidation von Thioharnstoff mit Wasserstoffperoxid hergestellt werden.
{\displaystyle \mathrm {(NH_{2})_{2}CS+2\ H_{2}O_{2}\longrightarrow (NH)(NH_{2})CSO_{2}H+2\ H_{2}O} }
Die erste Synthese erfolgte 1910 durch Edward de Barry Barnett.

## Struktur
Die genaue Struktur der Verbindung war lange unklar. Es lassen sich die beiden tautomeren Strukturen Thioharnstoff-S,S-dioxid (rechts) und Aminoiminomethansulfinsäure (links) formulieren.
Es wurde vermutet, dass sich das stabile Thioharnstoffdioxid beim Erhitzen in die instabile Aminoiminomethansulfinsäure umwandelt, die sich unter diesen Bedingungen zu Harnstoff und der Sulfoxylsäure als Reduktionsmittel zersetzt.
Eine Röntgenstrukturanalyse führte 1962 zu dem Ergebnis, dass die Verbindung im Feststoff als Zwitterion vorliegt.
Dieses Ergebnis konnte 2014 auch für wässrige Lösungen der Verbindung  mittels FTIR-Spektroskopie bestätigt werden. Thioharnstoffdioxid ist somit als Bezeichnung für die Aminoiminomethansulfinsäure nicht zutreffend.

## Eigenschaften
Aminoiminomethansulfinsäure ist ein weißer bis gelber geruchloser Feststoff. Die Verbindung ist besonders stabil im sauren Medium, während es alkalisch instabil ist. Mit ihr lassen sich Ketone zu Alkoholen, Chinone zu Hydrochinonen, aromatische Nitroverbindungen zu Aminen, Nitrosoverbindungen zu Hydrazinen und Azoxy- sowie Azoverbindungen zu Aminen bzw. Hydrazo-Verbindungen reduzieren. Die reduzierende Wirkung geht nicht von der Verbindung selbst, sondern von dem bei Hydrolyse entstehenden Sulfinat-Ion aus.
Aminoiminomethansulfinsäure besitzt eine orthorhombische Kristallstruktur mit der Raumgruppe Pnmb (Raumgruppen-Nr. 53, Stellung 2).

## Verwendung
Aminoiminomethansulfinsäure wird als Redox-Aktivator bei der Chlorkautschuk-Herstellung, als Reduktionsmittel für Küpenfarbstoffe, als Beschleuniger für Aminoplastharze und bei der Produktion von Polyacrylnitril-Fasern verwendet. Es wird durch seine Reduktionsfähigkeit zum Bleichen von Papier, Wolle und Seide eingesetzt.